# Massoud Mossadeghpour
Massoud Mossadeghpour (en persan : مسعود مصدق‌پور, en anglais : Masoud Mosadeghpour ; né le 3 décembre 1997 à Mashhad) est un joueur d'échecs iranien.

## Palmarès
En 2015, il remporte le championnat du monde junior (moins de 18 ans) qui se joue à Porto Carras, en Grèce. 
En compétition par équipe, il joue pour l'Iran lors de l'olympiade d'échecs de 2018 qui se déroule à Batoumi, en Géorgie.

## Titres internationaux
En 2015, il reçoit le titre de maître international (MI) et, en 2017, celui de Grand maître international (GMI).